# Anthurium emarginatum
Anthurium emarginatum är en kallaväxtart som beskrevs av John Gilbert Baker. Anthurium emarginatum ingår i släktet Anthurium och familjen kallaväxter. Inga underarter finns listade.